# 추성호
추성호(1987년 8월 26일 ~ )는 대한민국의 전직 축구 선수이다. 선수 시절 포지션은 수비수였다.